# دائرة منس
دائرة ميوص أو مُنْس أو مُنص أو (نقحرة: مونس) هي دائرة إدارية في بلجيكا، تتبع هينو.

## التقسيمات الإدارية
- مُنس
- بوسو [الإنجليزية]‏
- Colfontaine [الإنجليزية]‏
- Dour, Belgium [الإنجليزية]‏
- Frameries [الإنجليزية]‏
- Hensies [الإنجليزية]‏
- Honnelles [الإنجليزية]‏
- Jurbise [الإنجليزية]‏
- Lens, Belgium [الإنجليزية]‏
- Quaregnon [الإنجليزية]‏
- Quiévrain [الإنجليزية]‏
- Quévy [الإنجليزية]‏
- Saint-Ghislain [الإنجليزية]‏.